# Michael Chopra
Rocky Michael Chopra (Newcastle upon Tyne, 23 dicembre 1983) è un allenatore di calcio ed ex calciatore inglese, di ruolo attaccante.

## Caratteristiche tecniche
Nel 2001 è stato inserito nella lista dei migliori calciatori stilata da Don Balón.

## Carriera
Nella sua carriera, Chopra ha giocato per il Newcastle United, per il Watford, per il Nottingham Forest, per il Barnsley, per il Cardiff City e per il Sunderland.
Poi è tornato al Cardiff City per 2 periodi di prestito.
Il 6 luglio 2009 viene acquistato a titolo definitivo dal Cardiff City.
Il 10 giugno 2011 passa all'Ipswich Town con cui firma un contratto di tre anni.
Il 27 luglio 2013 dopo essersi svincolato dall'Ipswich Town, passa ufficialmente al Blackpool.